# Michal Gondek
Michal Gondek (* 6. září 1934 Tisinec – 26. srpna 2017 Praha) byl československý generál, náčelník tankové a automobilové služby MNO.

## Biografie
Vystudoval obecnou školu v Duplíně a měšťanskou školu a reálné gymnázium ve Stropkově, kde v roce 1952 složil maturitu. Následně odešel studovat do Školy důstojnického dorostu v Ostravě a Olomouci, kterou ukončil v roce 1954. Ve studiích ještě pokračoval na Automobilním učilišti v Nitře, které ukončil v roce 1956. Vyřazen byl jako poručík automobilního vojska a v srpnu 1956 nastoupil jako pomocník velitele praporu. V roce 1958 se v Popradu oženil, se ženou Emílií měl posléze dva syny. V roce 1966 započal studovat Vojenskou akademii Antonína Zápotockého v Brně, obor tankový a automobilní. V roce 1968 byl povýšen na majora. V roce 1970 promoval a dosáhl titulu inženýr. Od září 1970 zastával funkci zástupce velitele pro věci technické 14. tankové divize východního vojenského okruhu v Trebišově. V roce 1973 povýšen na podplukovníka. V roce 1974 byl vyslán na studia do Sovětského svazu. V Moskvě studoval Vojenskou akademii generálního štábu K. J. Vorošilova – obor operačně štábní. Po návratu ze studií byl v listopadu 1976 přeložen do Plzně a Příbrami, kde vykonával funkci náčelníka štábu tankové a automobilní služby 1. armády ZVO. V květnu 1978 byl povýšen na plukovníka a převelen na MNO do Prahy, kde zastával funkci zástupce náčelníka tankové a automobilní služby MNO. Na starost měl vojenská automobilní učiliště, vojenské katedry na vysokých školách i výcvik řidičů v armádě. V září 1983 se stal náčelníkem tankové a automobilní služby MNO. Prvního října 1984 byl povýšen do hodnosti generálmajora. V březnu 1990 působil rok v Moskvě ve funkci zástupce náčelníka Technického výboru ozbrojených sil Varšavské smlouvy. Následně se vrátil do Prahy a do penze odešel v září 1991, v Praze žil až do své smrti. Byl členem Klubu generálů České republiky. Pohřben je na rodném Slovensku v obci Tisinec. K 80. narozeninám byl vyznamenán Zlatým křížem ganerálů Slovenské republiky.

## Vyznamenání
- Medaile Za službu vlasti, 1955
- Vyznamenání Za zásluhy o obranu vlasti, 1972
- Pamětní medaile k 30. výročí národně osvobozeneckého boje našeho lidu a osvobození Československa Sovětskou armádou, 1975
- Medaile Za upevňování přátelství ve zbrani[4], III. stupeň, 1979
- Řád rudé hvězdy, 1985
- Pamětní medaile 40. výročí osvobození ČSSR, 1985
- Za zásluhy o ČSLA [5], I. stupeň
- Medaile Za upevňování bojového přátelství [6] (SSSR), 1988